# Phaeostigma promethei
Phaeostigma promethei är en halssländeart som beskrevs av H. Aspöck et al. 1983. Phaeostigma promethei ingår i släktet Phaeostigma och familjen ormhalssländor. Inga underarter finns listade i Catalogue of Life.